# Futtachi

Les Futtachi (経立, « futtachi ») sont une catégorie locale de yōkai, créature du folklore japonais, transmises dans les préfectures d’Aomori et d’Iwate. Ils se caractérisent comme étant des animaux de diverses espèces (singes, poules…), s’étant métamorphosés, après avoir atteint un âge au delà des normes de leurs espèces,. Dans la préfecture d’Aomori, ces créatures sont également désignées sous le nom de Heesan.
L’ouvrage « Tōno Monogatari » de l’ethnologue Kunio Yanagita contient des récits concernant les singes futtachi dans le village de Kurihashi, situé dans l’actuel Kamaishi, préfecture d’Iwate. Ces primates hors norme sont décrits comme recouvrant leur pelage de sève de pin et de sable pour se constituer une sorte d’armure les rendant insensibles aux balles. Ils sont également réputés pour enlever des femmes. Dans les régions où cette légende est transmise, l’expression saru no futtachi ga kuru (サルの経立が来る ; « Les singes futtachi arrivent ») était utilisée pour effrayer les enfants.
Dans un conte redécouvert par le club d’études des légendes de l’université Kokugakuin, dans le village de Aka (actuel Iwaizumi), également dans la préfecture d’Iwate, il est rapporté qu’une poule-futtachi aurait commencé à tuer les enfants nés dans la maison où elle avait été élevée, pour se venger du prélèvement et de la consommation de ses œufs par ceux qui l’avaient élevée.
Un autre conte de la même région parle d’un poisson devenu futtachi : une jeune femme recevait chaque soir la visite d’un bel homme. Ses proches, suspicieux de cet aspect inhabituellement beau, soupçonnèrent qu’il s’agissait d’un monstre. Ils conseillèrent alors à la femme de laver les pieds de l’homme avec de l’eau chaude utilisée pour cuire des haricots rouges. Lorsque la femme fit cela, l’homme se sentit soudain malade et s’en alla. Le lendemain matin, on trouva une grosse morue morte sur le rivage. La croyance voulait que cette morue soit une morue-futtachi usant ses pouvoirs magiques pour se changer en humain.